# Peter Steiger
Peter Steiger (Schlatt, 23 de gener de 1960) va ser un ciclista suís que combinà la carretera amb el ciclisme en pista on va aconseguir un Campionat del món de Mig fons.

## Palmarès en pista
- 1984
  -  Campió de Suïssa amateur de mig fons
- 1986
  -  Campió de Suïssa amateur de mig fons
- 1988
  -  Campió de Suïssa de mig fons
- 1989
  -  Campió de Suïssa de mig fons
- 1990
  -  Campió de Suïssa de mig fons
- 1991
  -  Campió de Suïssa de mig fons
- 1992
  -  Campió del món de mig fons

## Palmarès en ruta
- 1989
  - 1r a la Bay Classic Series